# 新日鉱ホールディングス
新日鉱ホールディングス株式会社（しんにっこうホールディングス、英: Nippon Mining Holdings, Inc.）は、かつて存在した日本の持株会社。東京都港区虎ノ門に本社を置き、株式会社ジャパンエナジー・日鉱金属株式会社が中核となっていた新日鉱グループの持株会社であった。久原房之助から鮎川義介に引き継がれ、日立製作所や日産自動車を生んだ戦前の新興財閥の雄、日産コンツェルンの源流にあたる企業であった。
2010年（平成22年）4月1日付けで同社は、新日本石油と経営統合し、JXホールディングス（現・ENEOSホールディングス）が発足した。このため、JXHD発足から3ヶ月間は、中間持株会社となっていた。さらに、同年7月1日付けで、石油精製・販売事業は、JXホールディングス傘下の新日本石油、新日本石油精製並びにジャパンエナジーの3社が合併したJX日鉱日石エネルギー（現・ENEOS）が、石油開発事業は、新日石から吸収分割により新たに発足したJX日鉱日石開発（現・JX石油開発）が、そして金属事業は、当社が当社傘下であった日鉱金属を吸収合併したJX日鉱日石金属（現・JX金属）として、それぞれ発足した。

## 概要

### 持株会社として設立
新日鉱ホールディングスは、日本鉱業株式会社（1929年設立）の流れを汲む、石油元売大手の株式会社ジャパンエナジーと銅製錬国内首位の日鉱金属株式会社の持株会社として2002年（平成14年）9月に発足した。なお、両社はもともと日本鉱業の石油事業と金属事業が分離したものである。
日本鉱業は明治期、日立銅山を拠点とする久原鉱業に端を発し、現在の日立製作所や日産自動車を派生、昭和初期にこれらを包括する持株会社・日本産業を設立して新興財閥化（日産コンツェルン）した。
戦後解体後は単独企業に戻ったが、新たに石油事業を急拡大。その後、同社の石油販売部門を分離して設立した共同石油を吸収し、同時に発祥事業である金属部門を分離して日鉱金属を設立。石油事業のみとなった日本鉱業は日鉱共石に商号を変更し、さらにジャパンエナジーに改称する。
日立グループ、日産自動車グループ、その他の旧日産系各社とは現在資本関係はほとんど無いが、相互の取引を若干優先する程度の意識的なつながりはある（日産生命破綻のときなども社員の契約が多く問題化した）。

### グループ内の再編
2003年（平成15年）4月、グループ事業の再編が行われ、ジャパンエナジーがジャパンエナジー電子材料（JE電子）に社名を変更、石油事業を分割し2代目となる株式会社ジャパンエナジーを設立した。これにより、新日鉱ホールディングスの傘下には日鉱金属とJE電子が並び、JE電子の下にジャパンエナジーと日鉱マテリアルズが置かれる形となった。
同年10月、JE電子が新日鉱ホールディングスに合併し、JE電子の傘下であったジャパンエナジーと日鉱マテリアルズが直接の子会社になった。また同時に日鉱金属から金属加工部門が日鉱金属加工株式会社として独立し、新日鉱ホールディングスの傘下にジャパンエナジー（石油事業）、日鉱金属（金属事業）、日鉱マテリアルズ（電子材料事業）、日鉱金属加工（金属加工事業）の4社が並ぶ体制となった。
2006年（平成18年）4月、金属事業3社が再編が行われた。初代の日鉱金属は日鉱マテリアルズに事業を譲渡した上で新日鉱ホールディングスに合併。日鉱マテリアルズは2代目となる日鉱金属株式会社に社名を変更、日鉱金属加工を合併した。この結果、グループの企業は石油事業のジャパンエナジー、金属事業の日鉱金属の2社となった。
一時期コンビニエンスストアのam/pm（現・ファミリーマート）を子会社として展開。GS併設用から始め、その後は都心コンビニの先駆となったが、その後全株式をレックス・ホールディングスに売却しグループから離脱した。

### 新日本石油との経営統合
2008年（平成20年）12月4日、石油元売首位の新日本石油株式会社との間で、経営統合の覚書を締結し、その旨を発表。2009年（平成21年）10月30日には、新日本石油との経営統合契約を締結した。
2010年（平成22年）4月1日に共同で株式移転を行い持株会社・JXホールディングス株式会社（現・ENEOSホールディングス株式会社）を設立、その傘下子会社となる形で経営統合し、JXグループ（現・ENEOSグループ）が発足した。これに伴い、新日鉱ホールディングスは中間持株会社となった。さらに同社は、2010年（平成22年）7月1日に日鉱金属を吸収合併し、存続会社として事業会社へ転換し、JX日鉱日石金属株式会社となった。
本社として利用していた新日鉱ビルは、経営統合完了後、「虎ノ門ツインビルディング」に改称されている。

## 沿革
- 2002年（平成14年）9月27日 - （旧）ジャパンエナジーと（旧）日鉱金属が株式移転により持株会社である新日鉱ホールディングス株式会社を設立。
- 2003年（平成15年）
  - 4月1日 - （旧）ジャパンエナジーがジャパンエナジー電子材料に社名変更、石油事業を分割し（新）ジャパンエナジーを設立。
  - 10月1日 - 新日鉱ホールディングスがジャパンエナジー電子材料を吸収合併。日鉱金属から日鉱金属加工が独立、子会社となる。
- 2006年（平成18年）4月1日 - 金属事業3社を統合。（旧）日鉱金属が日鉱マテリアルズに事業を譲渡、新日鉱ホールディングスに吸収合併される。日鉱マテリアルズが、日鉱金属加工を統合し、（新）日鉱金属に社名変更。
- 2008年（平成20年）
  - 4月1日 - 子会社のセントラル・コンピュータ・サービス株式会社の株式の60%をNTTデータへ売却。
  - 12月4日 - 新日本石油との間で、両社を持ち株会社方式で経営統合することで合意し、覚書を締結。
- 2009年（平成21年）10月30日 - 新日本石油との経営統合契約を締結し、2010年4月1日より正式に経営統合に移行することを発表。持株会社の名称は『JXホールディングス株式会社』となる。
- 2010年（平成22年）
  - 4月1日 - 新日本石油と共同株式移転を行い、JXホールディングスを設立。当社は、中間持株会社化。
  - 7月1日 - 日鉱金属を吸収合併しJX日鉱日石金属株式会社が発足。事業会社となった。

## かつてのグループ企業
- 株式会社ジャパンエナジー
- 日鉱金属株式会社
- 日陽エンジニアリング株式会社
- セントラル・コンピュータ・サービス株式会社
- 日鉱不動産株式会社
- オートマックス株式会社
- 株式会社JBS
- 新日鉱ファイナンス株式会社
- 新日鉱プロキュアメント株式会社
- 新日鉱テクノリサーチ株式会社
- 新日鉱ビジネスサポート株式会社
- 新日鉱エコマネジメント株式会社
- 新日鉱保険サービス
- 株式会社丸運
- タツタ電線株式会社
- 東邦チタニウム株式会社
- 株式会社ジャパレン
- 株式会社エーエム・ピーエム・ジャパン